# マルキースィエ

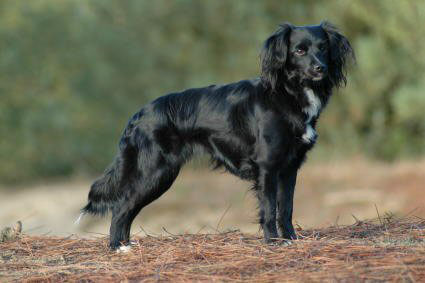
マルキースィエ

マルキースィエ（英：Markiesje）とは、オランダ原産のレトリーバー、及び愛玩用犬種である。別名はホランセ・チュルポンド（英：Hollandse Tulphond）。

## 歴史
17〜18世紀ごろの絵画に描かれている貴族の愛玩犬を復活させた復刻版犬種である。その愛玩犬はもともとレトリーバーとして使われていたスパニエル犬種であったが、美しさを貴族に買われ、高ステータスな抱き犬として使われるようになったものである。より優美な犬にするためにファーレーヌやグレディン・スパニエルなどが異種交配され、容姿の洗練も活発に行われた。この改良によりこの犬の人気は上昇し、オランダの上流階級で飼育が大流行した。犬は主人と同じような食事を与えられ、非常に大切にされた。
この犬は実際にはいつごろ誕生したか分かっていないが、愛玩犬として優雅な暮らしを送っていた時代よりも作業犬としてレトリーバーをになっていた時代のほうが長かったといわれている。愛玩犬としての隆盛は長くは続かず、他の犬種に人気を奪われると次第に取って代わられ、衰退していった。そして、その犬は18世紀以降になると存在が確認されることが無くなり、絶滅認定が行われてしまった。
そして時が流れ1978年になるとその犬のよさが見直され、現代に蘇えらせるための再生プロジェクトが発足した。再生活動は苦難を乗り越えて順調に進み、1985年には早くも容姿が固定されて現在のマルキースィエが誕生し、オランダのケネルクラブへ公認された。まだFCIには公認されていないが、原産国オランダやヨーロッパ各国で高い人気を得ている。日本ではジャパンケネルクラブで公認されていないため国内登録頭数はカウントされていないが、個人輸入でヨーロッパから入手する愛好家もいる。容姿の固定は既に済んでいるため、体高・体重のステータスが完全に定まればFCIに公認される可能性が高い。

## 特徴
美しい容姿を持つスパニエル犬種である。スパニエル犬種の愛好家の中には、「マルキースィエが最も美しいスパニエルである」と賞賛する人も数多いといわれている。凛とした顔つきで細身、脚が長く、耳は垂れ耳、尾はサーベル形の垂れ尾。耳と尾には飾り毛がある。コートはつやがあり少しウエーブがかったロングコートで、毛色はジェット・ブラックのみ。ただし、胸などにホワイトのパッチが入ることは容認されている。体高41cm以下、体重10kg以下の中型犬であるが、このサイズステータスには下限がないため、現在適切な体高重の設定が検討されている最中である。今は暫定的にこの上限の値が適切な体高重として示されているが、今後変更される可能性もある。
性格は仔犬期と成犬期では全く異なる。これがマルキースィエにとってエレガントな容姿以外の最大の特徴であり、「クセ」でもある。「仔犬の時はヤンキー、成犬になるとレディ」という喩えが行われるほど性格が変容する。仔犬期（生後〜3歳）までは非常にやんちゃで落ち着きが無く飼育も大変であるが、成犬期（3歳〜）になるとそれが打って変わり、上品で非常に落ち着いた冷静な性格となる。性格が変化する
時は個体によって若干ばらつきがあり、ごく稀に生まれたときから成犬期の性格を持っているという「大人びた仔犬」も存在する。ちなみに、その逆も存在するらしいが、その犬は犬質の向上のために繁殖に使うことが禁じられる。性格の変化はある日突然、前触れ無く訪れる。成犬期の性格となってしまえば、とても飼育がしやすい令嬢のような犬となる。現在この「クセ」のことを考慮せずに飼育する無責任な飼い主による飼育放棄が問題となっており、この「クセ」を取り除くための改良が進められている。然し、愛好家の中にはこの「クセ」を取り除くべきではないとして断固反対する人もいるため、作業は難航しているといわれている。方針的には「クセ」を取り除く方向で選択繁殖が進められているが、今後それが完全に取り去られるか、若干残されるかは不明である。
運動量や友好性は普通で、仔犬期のやんちゃぶりを除けば飼育はあまり難しくない。